# Ruta Provincial 223 (Misiones)
La Ruta Provincial 223 es una ruta de jurisdicción de la Provincia de Misiones (Argentina).

## Ubicación
Está totalmente asfaltada y tiene un recorrido total aproximado de 10 kilómetros con orientación sudeste desde su inicio en coordenadas 27°03′30″S / 55°02′17″W (Cuña Pirú) hasta su finalización en 26°58′09″S / 55°03′06″W (Ruiz de Montoya) dentro de la provincia de Misiones.

## Puntos de referencia
En distintos puntos de su trayecto la Ruta 223 de Misiones se encuentra a menos de 100 kilómetros de Parque provincial Salto Encantado, Parque provincial Isla Caraguatay, Parque provincial Teyú Cuaré, Paso Internacional Alba Posse (cerca de Santa Rita), Paso Internacional Aurora (cerca de Colonia Aurora), Paso Internacional Puerto Alicia (cerca de Puerto Londero), Paso Internacional Panambí (cerca de Panambí), Paso Internacional Puerto Barra Bonita (cerca de Oberá), y entre las rutas más próximas de la provincia se encuentran la Ruta Provincial 8, Ruta Provincial 7, Ruta Provincial 220, Ruta Provincial 219, Ruta Provincial 11, Ruta Provincial 6, Ruta Nacional 12 y Ruta Provincial 5.

## Carteles de la ruta

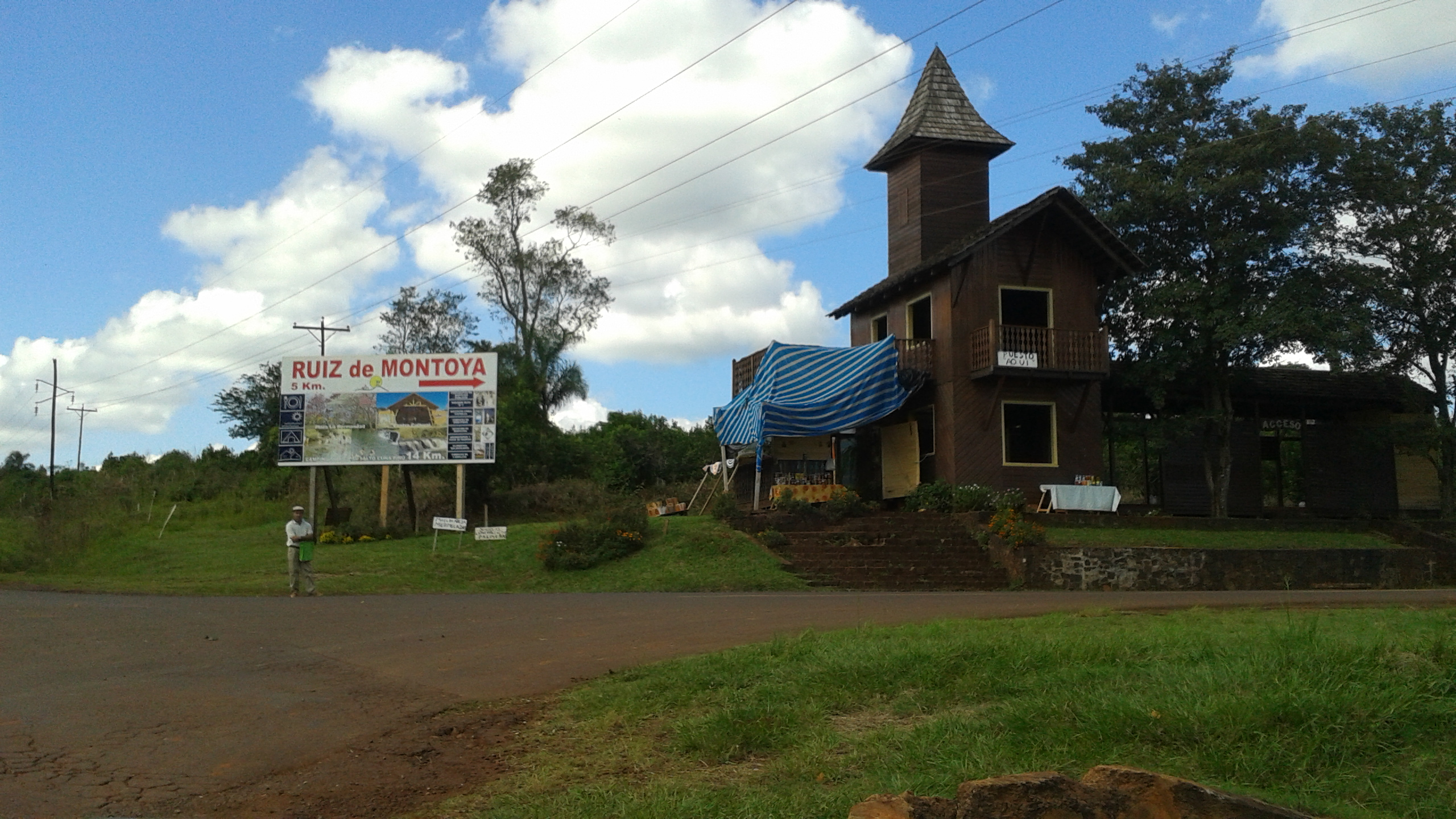
Acceso a Ruiz de Montoya (Misiones)
Ruiz de Montoya
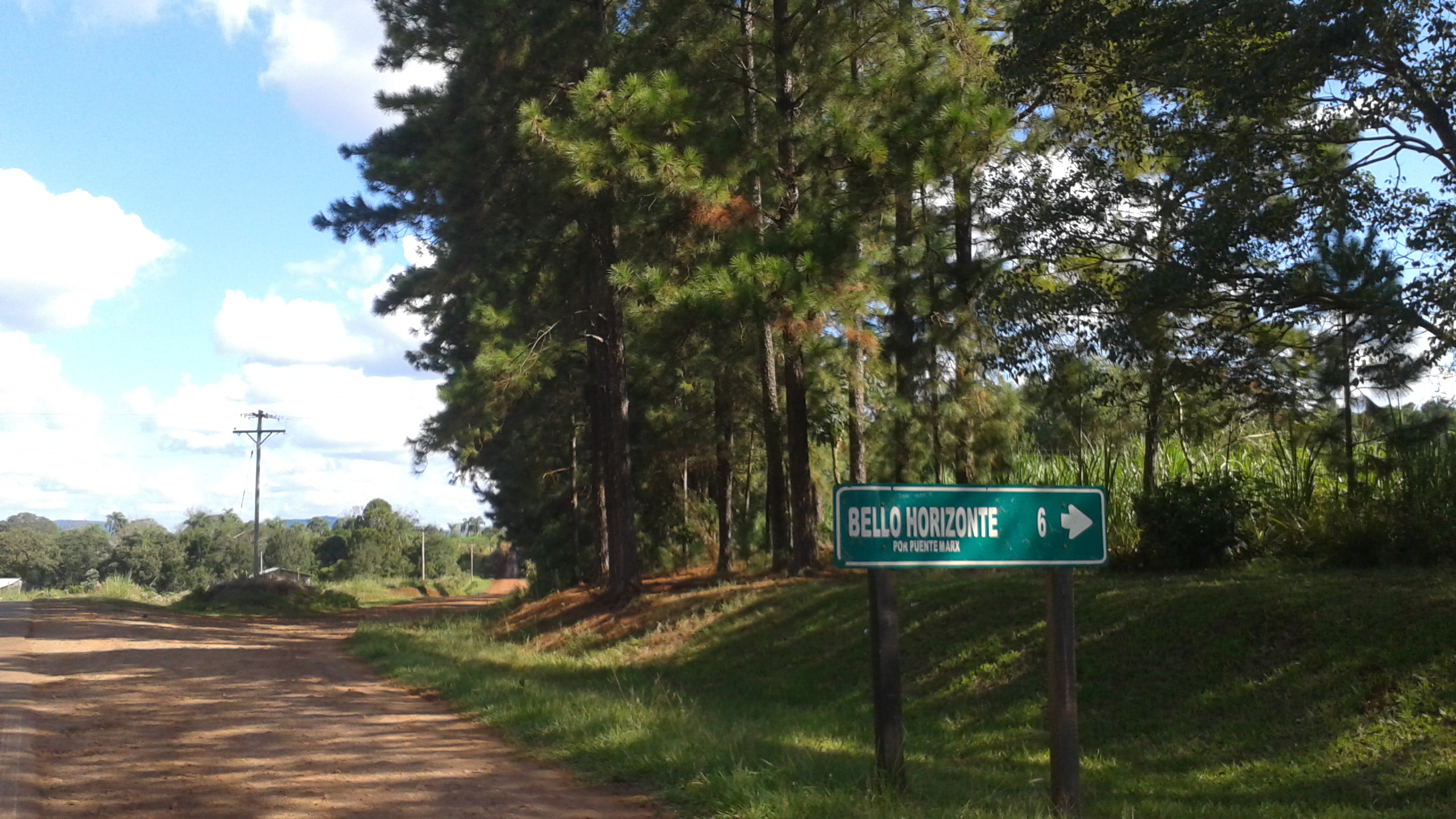
Ruiz de Montoya Entrada a Bello Horizonte
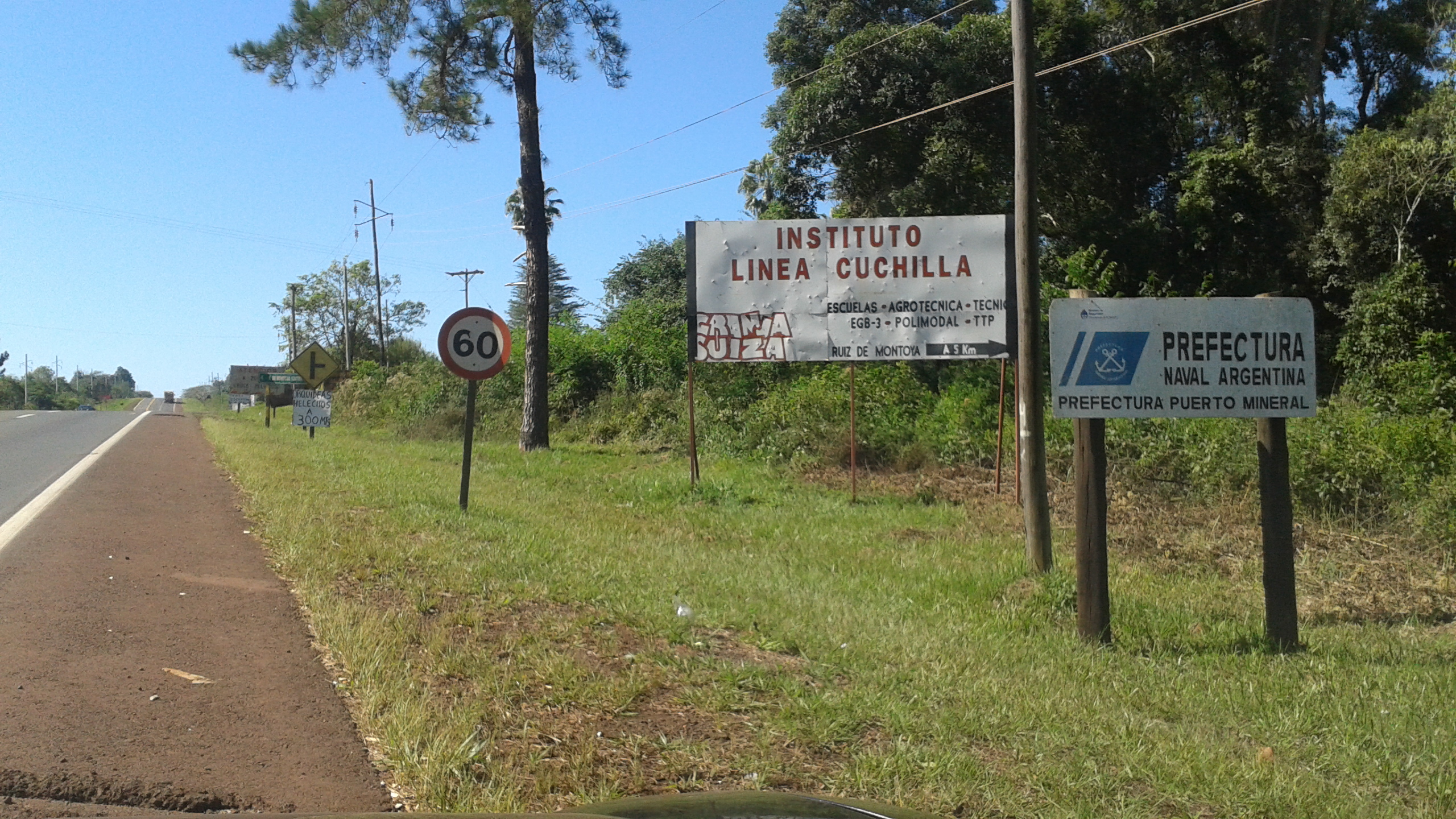
Ruiz de Montoya Instituto Línea Cuchilla Prefectura Puerto Mineral
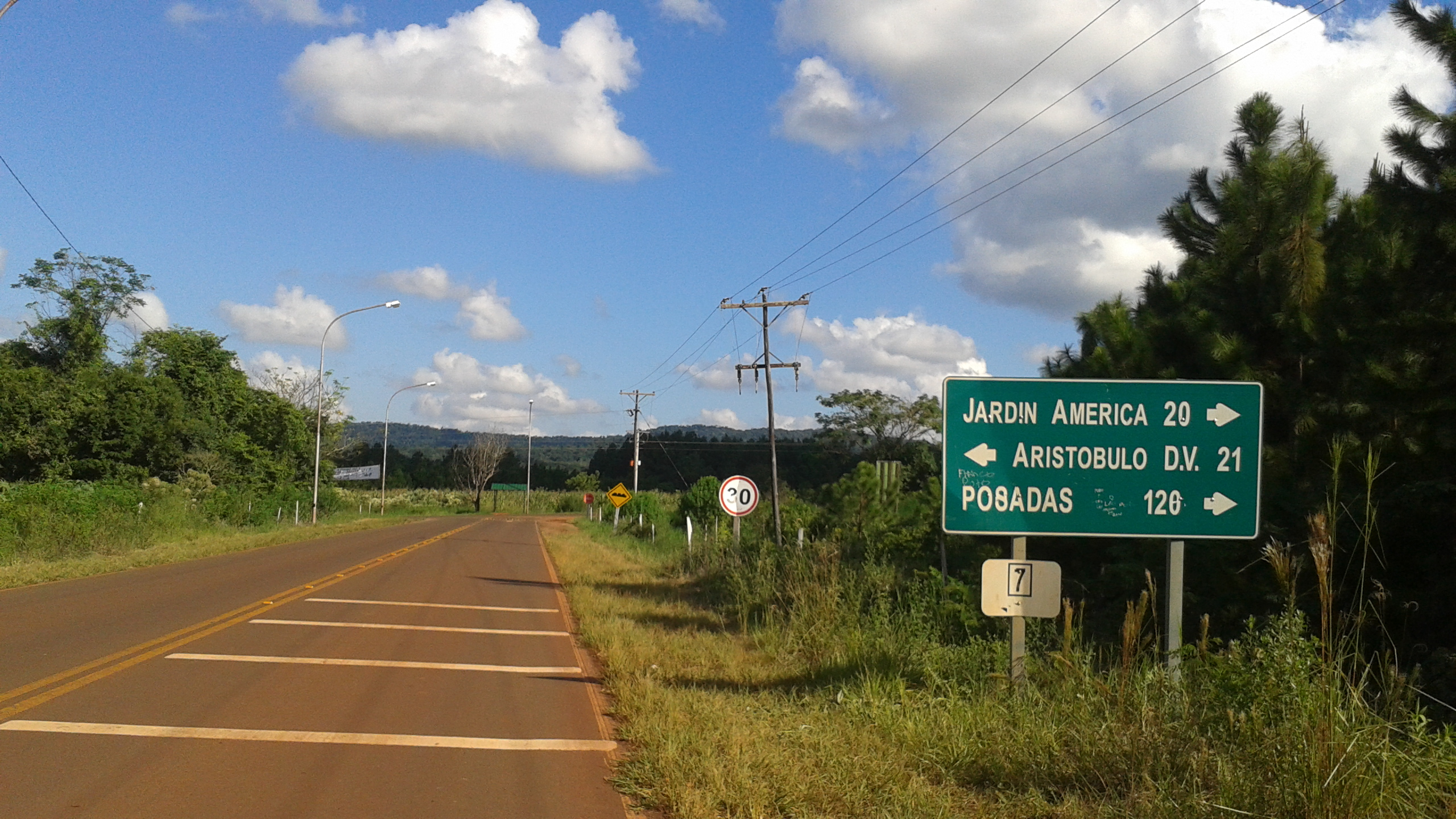
Ruiz de Montoya Salida por Ruta Provincial 223 y empalme a Ruta Provincial 7
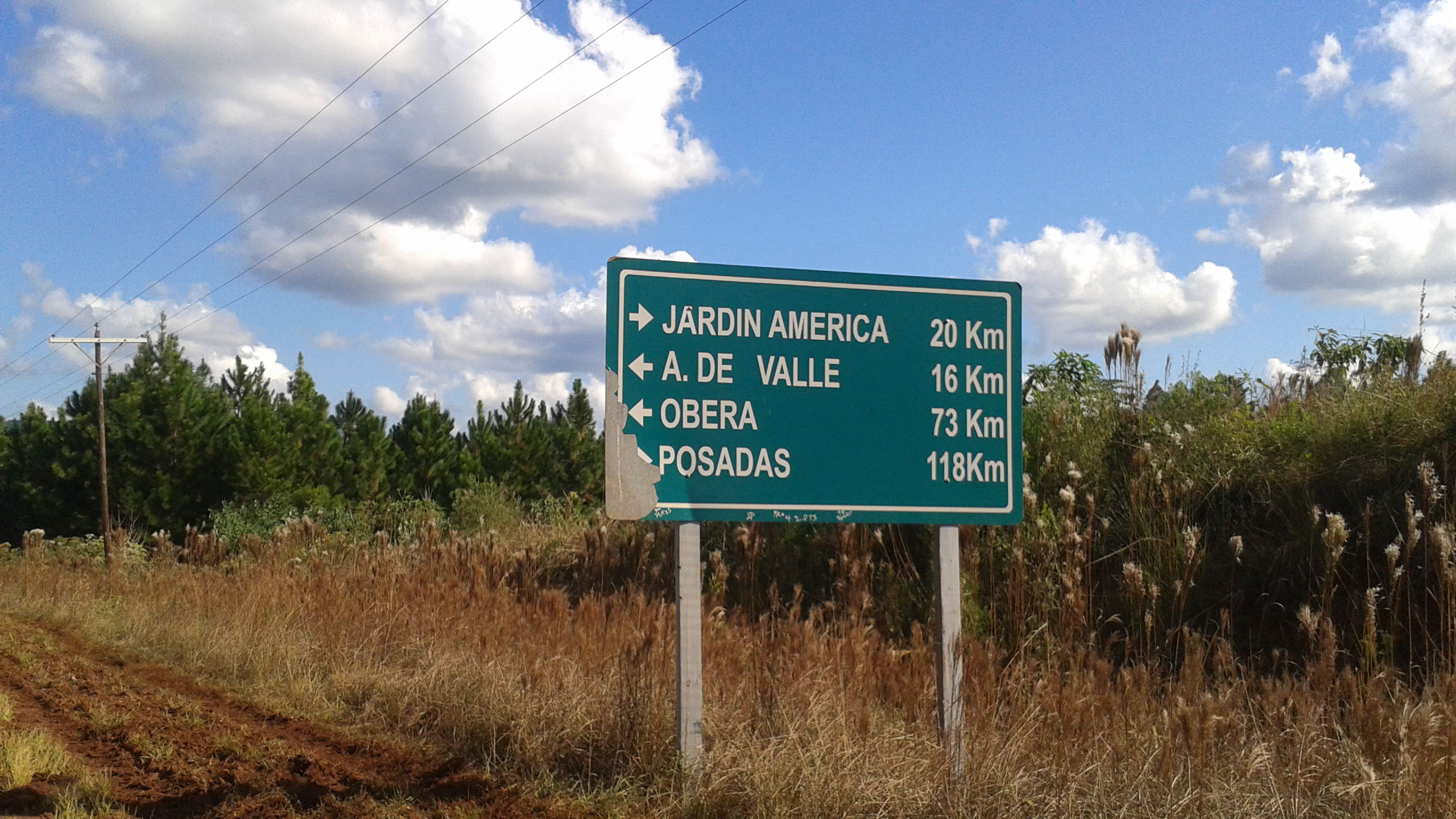
Ruiz de Montoya Salida por Ruta Provincial 223
Ruiz de Montoya Entrada por Ruta Provincial 7 a Ruta Provincial 223
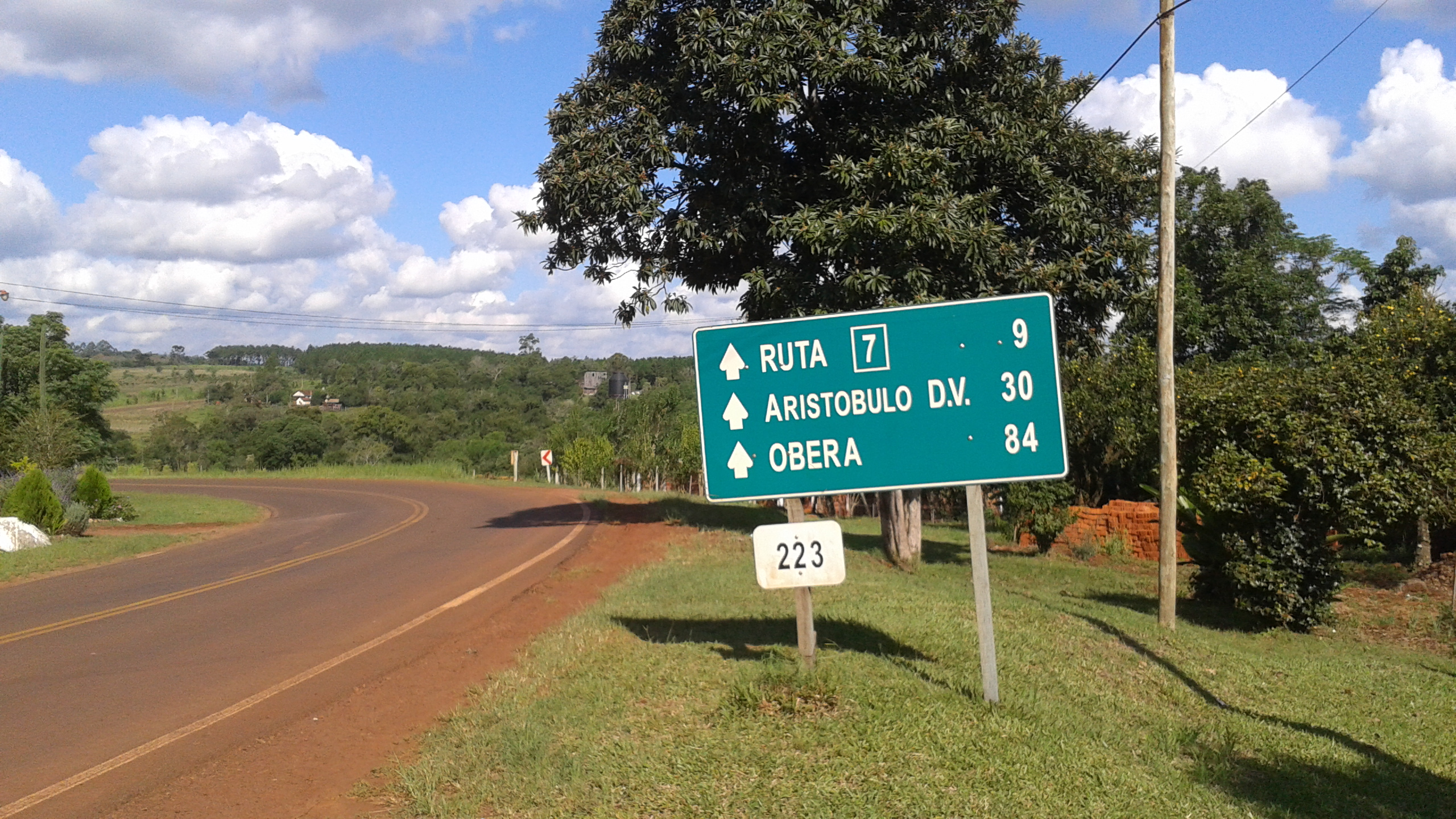
Ruiz de Montoya Salida a Ruta Provincial 7
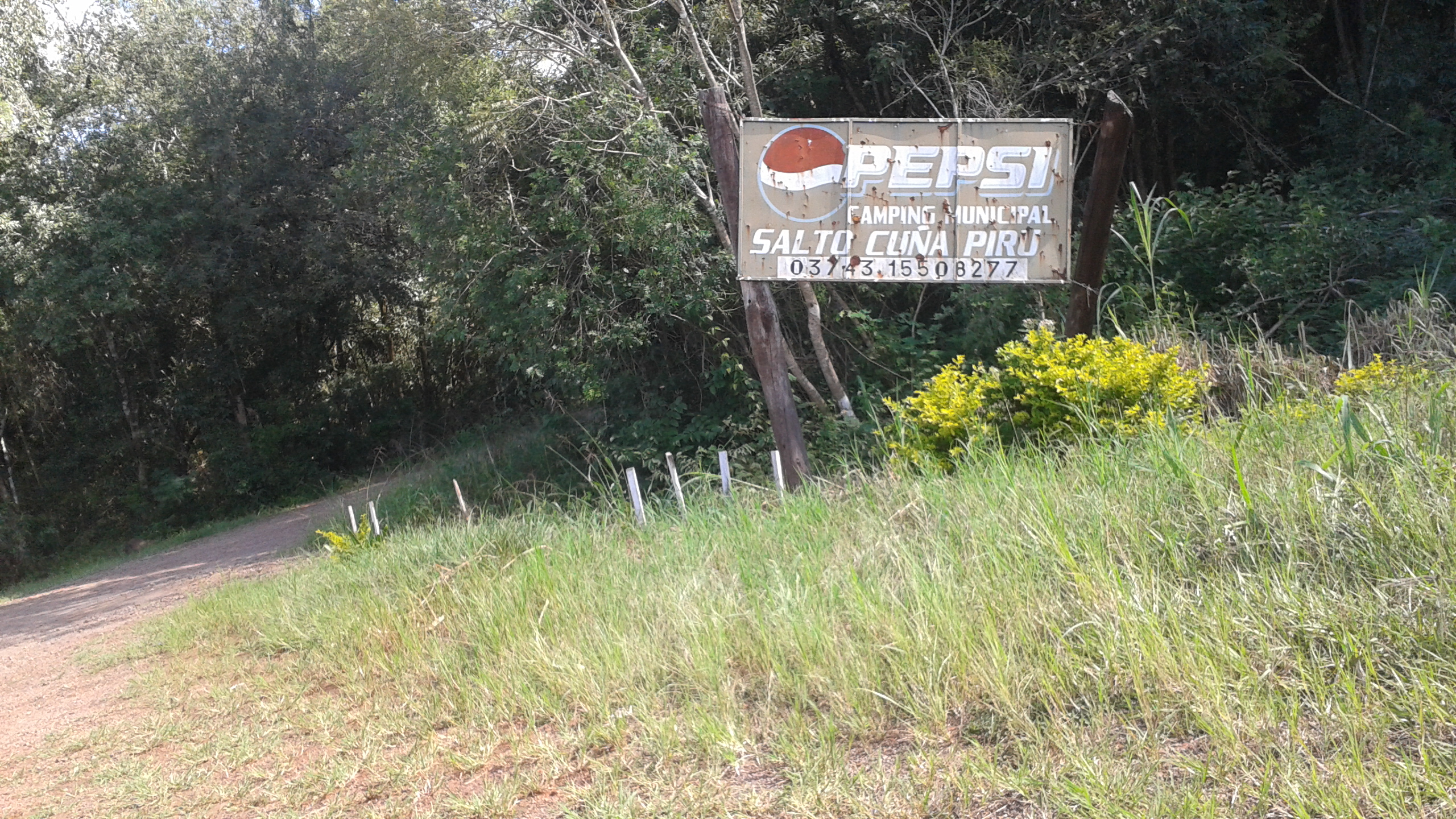
Salto Cuña Pirú Cámping Municipal cerca de Ruiz de Montoya, por Ruta Provincial 223
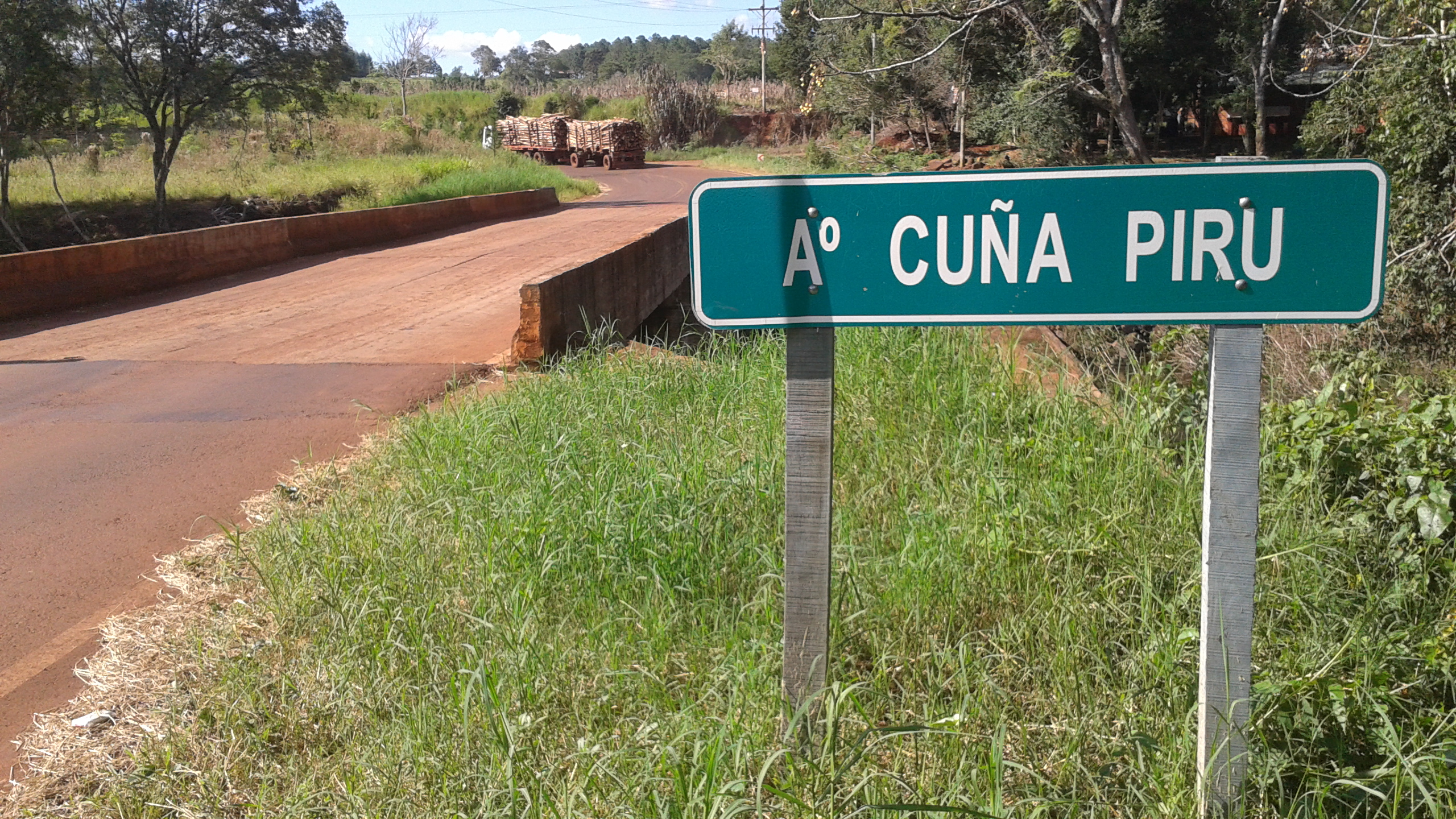
Arroyo Cuña Pirú cerca de Ruiz de Montoya por Ruta Provincial 223